# Onufry Rutkowski
Onufry Józef Rutkowski, krypt.: X. O. R. S. P., (ur. 26 grudnia 1746, zm. 1815 w Lublinie) – polski pijar i poeta.

## Życiorys
W wieku 15 lat (29 sierpnia 1762) wstąpił w Podolińcu do zakonu pijarów, przyjmując wówczas imię Onufry (imię chrzestne: Józef). Po zakończeniu nowicjatu studiował kolejno: Nowy Sącz (humaniora 1765 i logika 1766) i Międzyrzecz Korecki (fizyka 1767).

## Twórczość
Autor wydanego we Lwowie w 1775 r. zbioru Zabawki poetyckie rozmaitym wierszem polskim napisane..., dedykowanego Jakubowi Komorowskiemu, kasztelanowi santockiemu.

### Ważniejsze utwory
1. Wiersz radośny na dzień ślubny Jaśnie Wielmożnego Jerzego hrabi Potockiego, starosty tłomackiego, i Barbary Brzostowskiej, podskarbianki w. W. X. Lit., brak miejsca wydania (1773)
2. Zabawki poetyckie rozmaitym wierszem polskim napisane przez X. ... Scholarum Piarum, w Konwikcie Nobilium lwowskim retoryki i poetyki profesora, Lwów 1775, (dedykowane Jakubowi Komorowskiemu, kasztelanowi santockiemu); zbiór ód, satyr, eklog, sielanek i rozmów wierszem, m.in. przekład z M. Sarbiewskiego, J. Walliusa, "Oda XIII. Na dzień imienin Adama Naruszewicza poety laurem i medalem od króla Stanisława Augusta udarowanego"
3. Oda wdzięczność okazująca Jaśnie Wielmożnemu Jmć Xiędzu Samuelowi na Głownie Głowińskiemu, sufraganowi lwowskiemu, biskupowi hebrońskiemu, imieniem Konwiktu Nobilium lwowskiego Scholarum Piarum... z okazji świeżo przysłanego mu z Wiednia orderu ofiarowana, przez X. ... retoryki i poetyki profesora, Lwów 1776
4. Wiersz do JW. Naruszewicza, biskupa łuckiego i brzeskiego, orderów polskich kawalera, z okoliczności mianej przez niego mowy w izbie sejmowej d. 3 stycznia 1791 r., brak miejsca wydania (1791); druk podpisany krypt. X. O. R. S. P.; tekst podpisany pełnym nazwiskiem w rękopisie Biblioteki Czartoryskich, sygn. 2348, s. 219.

### Listy
1. Do Antoniego Skarbka Leszczyńskiego 2 listy z roku 1798, rękopis: Ossolineum, sygn. 11900/II.